# Metrónomo

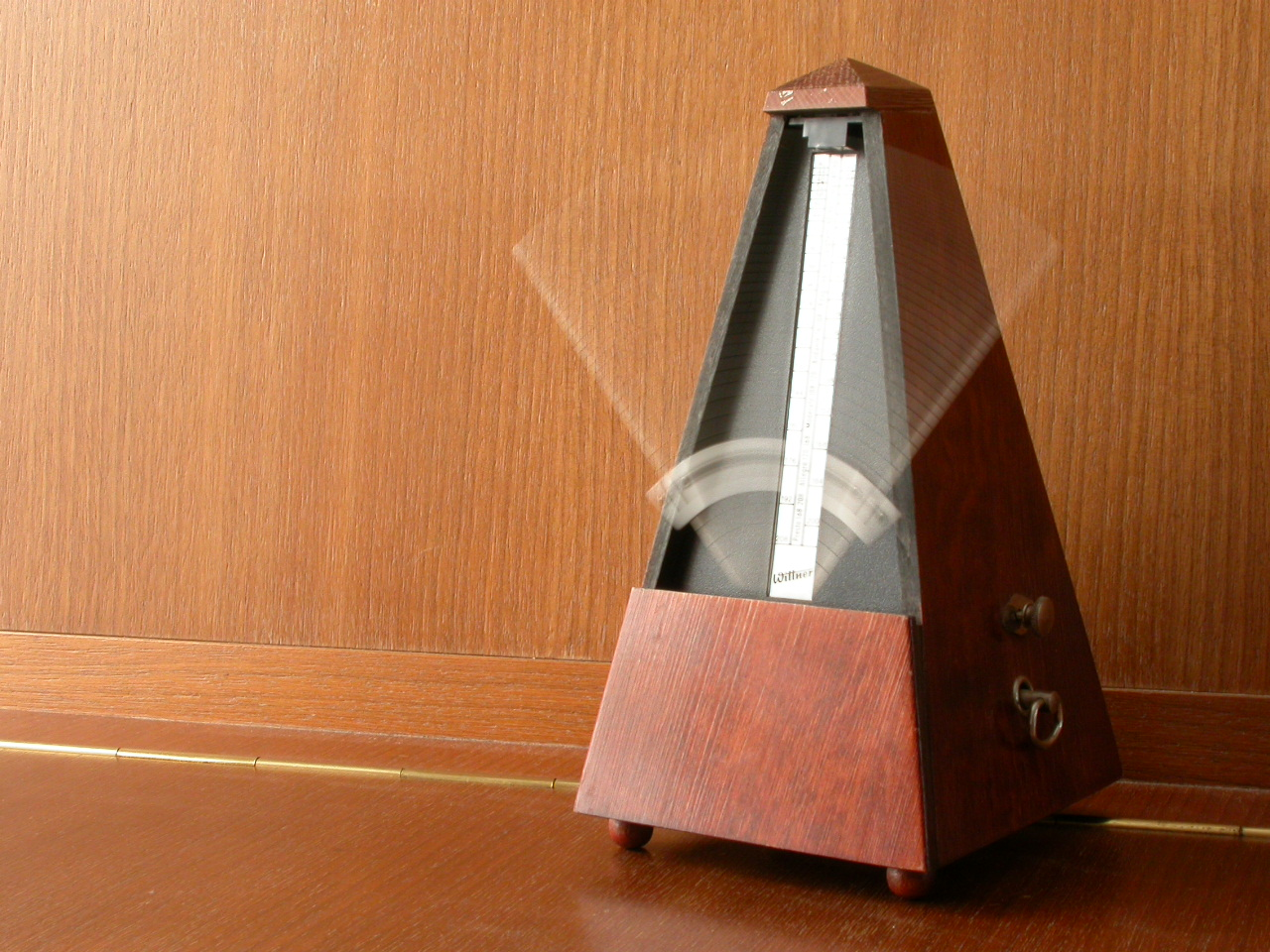

El metrónomo (del griego μέτρον métron ‘medida’ y νόμοç nómos ‘ley, norma’) es un aparato utilizado para indicar el tempo o pulso de las composiciones musicales. Produce regularmente una señal, visual o acústica, que permite a un músico mantener un pulso constante al ejecutar una obra musical.
Una especie de metrónomo estuvo entre las invenciones del erudito andalusí Abbás Ibn Firnás (810–887). En 1815, el inventor alemán Johann Maelzel patentó su metrónomo mecánico de cuerda como herramienta para músicos, bajo el título «Instrumento/Máquina para la mejora de todas las interpretaciones musicales, llamado metrónomo». En el siglo XX se inventaron los metrónomos electrónicos y los metrónomos de software
Los músicos practican con metrónomos para mejorar su sincronización, especialmente la capacidad de apegarse a un tempo regular. La práctica del metrónomo ayuda a internalizar un sentido claro de la sincronización y el tempo. Los compositores y los directores a menudo usan un metrónomo como referencia de tempo estándar, y pueden tocar, cantar o dirigir con el metrónomo. Los compositores utilizan el metrónomo para derivar tiempos por minuto si quieren indicar eso en una composición. Los directores usan un metrónomo para anotar su tempo preferido en cada sección.
Al interpretar la emoción y otras cualidades de la música, los intérpretes rara vez tocan exactamente en cada tiempo; A veces se puede usar rubato expresivo y flexible. Por lo general, cada latido de una interpretación musicalmente expresiva no se alinea exactamente con cada clic de un metrónomo. Esto ha llevado a algunos músicos a criticar el uso de un metrónomo, porque el «tiempo del metrónomo» es diferente del «tiempo musical».

## Historia

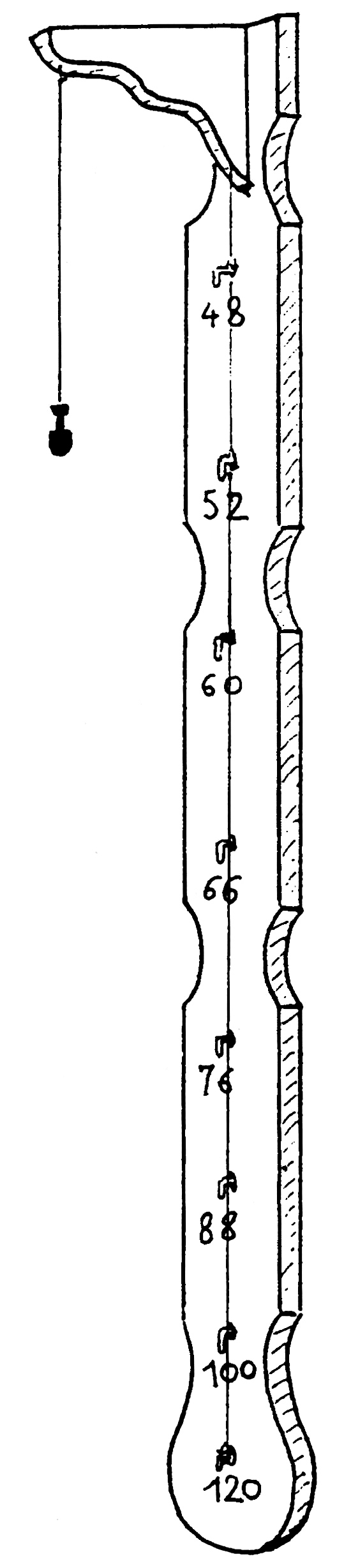
Metrónomo de oscilaciones mudas de Étienne Loulié.

Beethoven, tan meticuloso y exigente con sus obras, fue el primer compositor que empleó las indicaciones metronómicas.
Sin embargo, otros compositores siguieron apostando por una interpretación musical más libre y expresiva, alejada de la precisión mecánica del metrónomo.
De acuerdo con el historiador medieval Lynn White, el inventor andalusí Abbas Ibn Firnas (810–887), hizo el primer intento de crear «una especie de metrónomo». Galileo Galilei fue el primero que estudió y descubrió conceptos que conciernen al péndulo a finales del XVI y principio del XVII.
Partiendo del principio de que un hilo lastrado se balancea con movimientos aproximadamente isócronos (su duración no depende de la amplitud del movimiento), y después destacando que las oscilaciones dependen de la longitud del hilo (más corto =  más rápido; más largo = más lento), en 1696, Étienne Loulié (ca.1637-1702) desarrolló el primer metrónomo graduado, de una altura de dos metros, y de batidas mudas. Durante unos segundos, el vaivén de un peso atado a un hilo de una longitud definida va siempre a la misma velocidad. Para tomar el pulso con precisión en estos dispositivos visuales, hay que percatarse del momento exacto en que el hilo está en la vertical, y no en las amplitudes máximas a la izquierda y derecha, que por definición son variables, en constante disminución. Este péndulo mecánico y ajustable no producía ningún sonido y no incluía un mecanismo de escape con el que mantener el péndulo en movimiento.
El cronómetro musical mecánico ahora familiar fue inventado por Dietrich Nikolaus Winkel en Ámsterdam en 1814. A través de prácticas cuestionables un compatriota suyo, Johann Maelzel copió e incorporó las ideas de Winkel, añadiendo una escala, llamándolo metrónomo y comenzó a fabricarlo bajo su propio nombre en 1816: "Maelzel's Metronome." El texto original de la patente de Maelzel en Inglaterra (1815) puede ser descargado. Inicialmente, los metrónomos consistían en un péndulo con una polea que se podía regular para marcar un tiempo más lento o más rápido según la velocidad requerida.
La creación de este dispositivo nació de la necesidad de contar con un instrumento que pudiera definir con precisión la velocidad de ejecución de una pieza musical. Antes de su invención, era habitual que los compositores usaran como velocidad de referencia el pulso medio humano, que en estado de reposo equivale aproximadamente a 60 pulsaciones por minuto. El primer compositor notable que estableció en sus composiciones indicaciones métricas fue en 1817 el alemán Ludwig van Beethoven, en la época clasicista. Curiosamente el mismo Beethoven, ya en el Romanticismo, dijo que para la nueva música, más libre y llena de elementos que alteraban el tempo, el metrónomo era una abominación.

## Etimología
La palabra metrónomo apareció por primera vez en inglés en 1815, y es de origen griego, derivado de metron-"medida" y nomos-"regulador, ley". La patente registrada por Maelzel en Londres se refiere al instrumento como "metrónomo o cronometrador musical".

## Uso
Los músicos practican con metrónomos para desarrollar y mantener el sentido del tiempo y el tempo. Los metrónomos también se utilizan como herramienta de entrenamiento para aumentar la velocidad de interpretación. El tempo casi siempre se mide en pulsaciones por minuto (BPM). Incluso las piezas que no requieren un tempo estrictamente constante (como el rubato) a veces incluyen una marca de BPM para indicar el tempo general.
Una marca de tempo es un término que transmite una estrecha gama de tempos y un carácter asociado. Por ejemplo, el término "Vivace" puede indicar un tempo entre 156 y 176 BPM, pero también comunica que la música debe tocarse con un carácter vivo. Los metrónomos suelen incluir marcas tanto de BPM como de tempo.
El tempo de un metrónomo de hardware (no basado en software/app) suele ser ajustable de 40 a 208 BPM. La disposición más común de tempos en un metrónomo Maelzel comienza con 40 pulsaciones por minuto y aumenta de 2 en 2. Algunos metrónomos digitales permiten el ajuste a tempos más precisos (por ejemplo, aumentar de 120 a 121), pero tal diferencia es apenas perceptible.
Otra marca que denota tempo es M.M. (MM), o Metrónomo de Mälzel. La notación M.M. suele ir seguida de un valor de nota y un número que indica el tempo, como en M.M.  = 60.
Los usos específicos incluyen aprender a tocar tempos y tiempos de forma consistente -por ejemplo, alguien que lucha contra una tendencia a acelerar podría tocar una frase repetidamente mientras ralentiza ligeramente el ajuste de BPM cada vez (para tocar de forma más constante)- y practicar la técnica ajustando el metrónomo progresivamente a velocidades más altas hasta alcanzar la velocidad deseada. Esto también ayuda a descubrir las ralentizaciones debidas a problemas técnicos. Además, los músicos de grabación utilizan las pistas de clics de los metrónomos para ayudar a los Ingeniero de audios a sincronizar las pistas de audio.
En investigación, los metrónomos pueden utilizarse para mantener las cadencias deseadas en diferentes pruebas fisiológicas basadas en laboratorio.

## Pulsos por minuto
Para definir la velocidad a la cual debe ser ejecutada una pieza musical, se establece el tiempo de duración de una figura. Si quien escribe la composición desea que el tempo sea de una negra por segundo, escribirá en la parte superior de la partitura de la obra la indicación " = 60", indicando así el número de negras que deben sonar en un minuto. Esto servirá para ajustar el dispositivo a este valor.
La mayoría de los estudiantes de música, en la actualidad, usa un metrónomo para la práctica, con el fin de respetar un tempo estándar. Antiguamente, para establecer los tempos en una composición se usaban palabras en italiano como "allegro", "vivace", "andante" o "presto", pero esta práctica se ha abandonado en favor de valores más precisos para el tempo de ejecución.
La siguiente tabla establece los diferentes ajustes aproximados del metrónomo según las indicaciones del tempo en idioma italiano.
| Negras por minuto | Expresión italiana |
| ----------------- | ------------------ |
| 40-43             | Grave              |
| 44-47             | Largo              |
| 48-51             | Larghetto          |
| 52-54             | Adagio             |
| 55-65             | Andante            |
| 66-69             | Andantino          |
| 70-95             | Moderato           |
| 96-112            | Allegretto         |
| 113-120           | Allegro            |
| 121-140           | Vivace             |
| 141-175           | Presto             |
| 176-208           | Prestissimo        |

## Tipos de metrónomos

### Metrónomos mecánicos
Un metrónomo mecánico utiliza un peso ajustable en el extremo de un péndulo invertido para controlar el tempo. El peso se desliza hacia arriba por la varilla del péndulo para disminuir el tempo, o hacia abajo para aumentarlo. (Este mecanismo también se denomina péndulo de doble peso, porque hay un segundo peso fijo al otro lado del pivote del péndulo, dentro de la caja del metrónomo). El péndulo oscila hacia adelante y hacia atrás en el tempo, mientras que un mecanismo dentro del metrónomo produce un sonido de clic con cada oscilación. Los metrónomos mecánicos no necesitan una batería, sino que funcionan con un mecanismo de escape con un resorte motor.

### Metrónomos electromecánicos
Los metrónomos electromecánicos fueron inventados por Franz Frederick. En lugar de utilizar un mecanismo de relojería o un cristal de cuarzo, se utiliza un motor eléctrico para generar energía para el mecanismo. La mayoría utiliza una combinación transmisión mecánica de  velocidad variable con un interruptor momentáneo y una rueda de levas para cronometrar los tiempos. Franz y Yamaha fueron fabricantes habituales en las décadas de 1960 y 1970, como el Franz LB4. Una característica opcional común era una lámpara de neón que se enciende al ritmo del compás. Muy pocos metrónomos electromecánicos proporcionan campanillas de  compás además del tempo básico.

### Metrónomos electrónicos

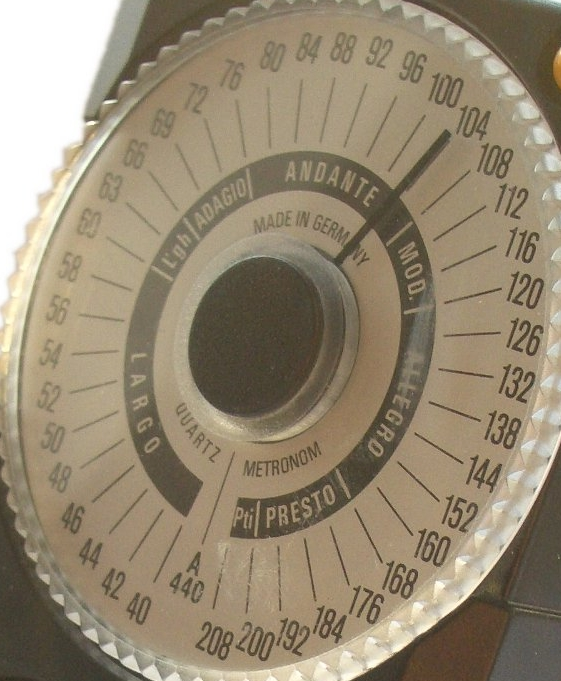
Metrónomo electrónico, modelo Wittner

La mayoría de los metrónomos modernos son electrónicos y utilizan un cristal de cuarzo para mantener la precisión, comparable a los utilizados en los relojes de pulsera. Los metrónomos electrónicos más sencillos tienen un dial o botones para controlar el tempo; algunos también producen notas de afinación, normalmente en torno al rango de A440 (440 hercio). Los metrónomos más sofisticados pueden producir dos o más sonidos distintos. Los tonos pueden diferir en tono, volumen y/o timbre para distinguir bajo de otros tiempos, así como compuesto y complejo.
Muchos teclados musicales electrónicos incorporan funciones de metrónomo.

### Metrónomos por software
Los metrónomos de software se ejecutan como aplicaciones independientes en ordenadores y teléfonos inteligentes, o en secuenciación musical y multipista paquetes de software de audio. En aplicaciones de estudio de grabación, como partitura de película, un metrónomo de software puede proporcionar una Pista de clic para sincronizar a los músicos.

#### Aplicaciones de metrónomo y pistas de clic
Los usuarios de iPods y otros reproductores MP3s portátiles pueden utilizar pistas de metrónomo pregrabadas en MP3, que pueden utilizar diferentes sonidos y muestras en lugar del habitual pitido del metrónomo. Los usuarios de teléfonos inteligentes pueden instalar una amplia gama de aplicaciones de metrónomo. El buscador Google incluye un metrónomo interactivo que puede reproducir entre 40 y 218 BPM. Cualquiera de los dos métodos evita la necesidad de llevar un metrónomo físico a las clases o sesiones de práctica.

## Recepción

### Opiniones positivas
El metrónomo suele ser visto positivamente por intérpretes, musicólogoss (que dedican mucho tiempo a analizar las marcas del metrónomo), profesores y conservatorios. Se considera una excelente herramienta de práctica debido a su ritmo constante, "matemáticamente perfecto y categóricamente correcto". Esto elimina las conjeturas y ayuda a los músicos de varias maneras, incluyendo el mantenimiento de los tempos, contrarrestando las tendencias a ralentizar o acelerar, y aumentando la uniformidad y la precisión, especialmente en los pasajes rápidos. Por lo tanto, los metrónomos se utilizan comúnmente en todos los niveles de habilidad, tanto por estudiantes como por músicos profesionales. Del mismo modo, el uso del metrónomo es valorado en el aprendizaje de diversos géneros con varios tempos, pero puede no ser suficiente para ritmos más complejos. No obstante, el tempo constante (que ayuda a identificar cuándo se está tocando fuera de compás) es aclamado como un recurso inestimable; en su tesis doctoral, Aaron M. Farrell describió el metrónomo como un "compañero perfecto para la música de cámara". Como resultado, los metrónomos se recomiendan a menudo a los estudiantes de música sin reservas.
En el libro Metronome Techniques: Popurrí de citas.

### Ritmo estricto: práctica interpretativa moderna
El metrónomo ha sido muy importante en la práctica interpretativa, y en gran medida incuestionado en la pedagogía o la erudición musical, desde el siglo XX. El autor Miles Hoffman dijo que "la mayoría de los profesores de música consideran el metrónomo indispensable, y la mayoría de los músicos profesionales, de hecho, continúan practicando con un metrónomo a lo largo de sus carreras".
El autor Bruce Haynes describe detalladamente el papel del metrónomo en el estilo moderno en su libro El fin de la música antigua, ya que la práctica metronómica es ahora común en todo el mundo. Destaca que el estilo moderno es mucho más rígido rítmicamente, en el sentido de que el tempo es constante y las partituras se leen muy literalmente, percibiéndose a veces como carentes de emoción en contraste con el rubato y la bravuconería característicos de la música romántica. Por ello, el musicólogo y crítico estadounidense Richard Taruskin llama al Modernismo "refugio en el orden y la precisión, hostilidad a la subjetividad, a los caprichos de la personalidad", destacando su orden y precisión. Estas cualidades dan lugar al término metronómico, que críticos utilizan para describir las interpretaciones modernas con un tempo inflexible, un enfoque rítmico mecánico y el mismo énfasis en todos los subintervalos; el violinista estadounidense Sol Babitz lo consideraba un estilo de "máquina de coser" con una flexibilidad limitada. El músico estadounidense Robert Hill también comentó el ritmo predeciblemente regular característico del Modernismo; Describe una contrapartida: "Compensamos nuestra falta de flexibilidad temporal con un sentido muy desarrollado del tono-color y la dinámica que, por muy refinado y pulido que sea, tiende a abstraer y despersonalizar la creación musical, subrayando su absolutismo". También señala que esto ha cambiado mucho con respecto al repertorio clásico "estándar" del siglo XIX.
A principios del siglo XIX, el metrónomo no se utilizaba para hacer tictac durante toda una pieza, sino sólo para comprobar el tempo y luego dejarlo a un lado. Esto contrasta enormemente con muchos músicos actuales, que utilizan el metrónomo en segundo plano durante toda una pieza musical.
Algunos autores establecen paralelismos entre una sociedad moderna "ordenada por el reloj" y lo que ellos ven como la práctica metronómica de los músicos actuales.
Aunque en esta sección se destacan las tendencias modernas de la interpretación mecánica estricta como algo generalizado en el siglo XX y en la actualidad, ya en 1860 algunas personas defendían este tipo de práctica de interpretación "moderna". Mientras que algunos en el siglo XIX dieron la bienvenida al metrónomo, otros fueron críticos (véase más abajo).

### Críticas
Una de las razones subyacentes de muchas de las primeras críticas puede haber sido el hecho de que, a diferencia de las indicaciones de tempo italianas tradicionales, las marcas del metrónomo indican un tempo muy específico, y no son fácilmente reinterpretables de la forma en que lo son las indicaciones de tempo italianas tradicionales. Los cambios en la estética o en los propios instrumentos pueden fácilmente hacer problemáticas las velocidades indicadas anteriormente, lo que puede explicar por qué muchos compositores notables del siglo XIX como Felix Mendelssohn, Richard Wagner, Giuseppe Verdi y Johannes Brahms criticaron el uso del metrónomo.
Un metrónomo sólo proporciona un pulso fijo, rígido y continuo. Por lo tanto, las marcas del metrónomo en las partituras proporcionan una referencia, pero no pueden comunicar con precisión el pulse, swing, o groove de la música. El pulso suele ser irregular, por ejemplo, en el accelerando, rallentando, o en la expresión musical como en el phrasing (rubato, etc.).
Algunos sostienen que una interpretación metronómica entra en conflicto con una interpretación musical expresiva y culturalmente consciente, por lo que un metrónomo es una herramienta muy limitada a este respecto. Incluso formas musicales tan rítmicas como la samba, si se interpretan en el estilo cultural correcto, no se pueden captar con los compases de un metrónomo; el ritmo constante de un metrónomo deja de lado el característico swing de la samba. Un estilo de interpretación que es indefectiblemente regular rítmicamente podría ser criticado por ser metronómico.
Otros argumentan que el metrónomo no tiene valor musical, sino que cuesta creatividad y daña el sentido del ritmo en los músicos en lugar de ayudarlo. El uso de un metrónomo se ha comparado con la diferencia entre el dibujo con ayuda mecánica y el dibujo a mano alzada, en el sentido de que se dice que el resultado con un metrónomo es rígido y carente de creatividad. Del mismo modo, se ha descrito que la velocidad constante controlable y la repetición rígida de un metrónomo posiblemente cuesten el ritmo interno y la musicalidad cuando se abusa o se usa en exceso. Esto contrasta con quienes defienden su uso como herramienta de entrenamiento y ejercicios para cultivar el sentido del ritmo.
El compositor y crítico estadounidense Daniel Gregory Mason escribió que el uso del metrónomo es "peligroso" porque lleva a los músicos a tocar siguiendo el compás o el tiempo en lugar del frase, a expensas de la vivacidad, el instinto y la energía rítmica. Hace referencia a que las "buenas interpretaciones" suelen presentar retardos y aceleraciones, en contraste con el ritmo constante de un metrónomo. Esta opinión también ha sido expresada por profesores de música; por ejemplo, la profesora Jennifer Merry relaciona el ritmo constante de un metrónomo con la estructura de la música popular contemporánea, y afirma que ambos factores dificultan la comprensión del ritmo y el tempo en los niños pequeños. Estas críticas hacen hincapié en la importancia de la intuición, los matices y el estilo, en lugar del ritmo rígido y constante de un metrónomo.